# Terra di Alberto I
La Terra di Alberto I (in norvegese: Albert I Land) è la porzione di terra nella parte nordoccidentale dello Spitsbergen, nelle Svalbard. Essa confina con la Terra di Haakon VII a sudest. Nella parte nordorientale si trovano il Raudfjorden ed il Klinckowströmfjorden, a sudest il Krossfjorden ad est il Lilliehöökfjorden ed a nord e ad ovest l'Oceano Artico.
La Terra di Alberto I è parte dello Spitsbergen che venne per la prima volta esplorato da Willem Barentz nel 1596. Perlopiù disabitata, l'area divenne nota per la caccia alle balene che qui si tenne soprattutto nel XVII secolo. L'area poi prese il nome di Terra di Alberto I in onore del principe Alberto I di Monaco e della sua esplorazione dello Spitsbergen, ed in particolare di quest'area tra il 1898 ed il 1907.
La montagna dell'Hornemantoppen è il punto più alto della Terra di Alberto I.